# BayArena
A BayArena jelenleg otthont ad a német Bundesliga nevű labdarúgó bajnokságban játszó Bayer Leverkusen csapatának. A stadionban 30210 néző fér el. 2009-ben bővítésre és felújításra került sor. Az aréna 73.000.000 €-s támogatást kapott. Mára már teljesen modern lett, például az új tetőszerkezete miatt. A lelátók teljesen fedettek, világítás és fűtés a pályán van. A stadionban van a Bayer Leverkusen székháza is.

## Fordítás
- Ez a szócikk részben vagy egészben  a   BayArena című angol Wikipédia-szócikk fordításán alapul.  Az eredeti cikk szerkesztőit annak laptörténete sorolja fel. Ez a jelzés csupán a megfogalmazás eredetét és a szerzői jogokat jelzi, nem szolgál a cikkben szereplő információk forrásmegjelöléseként.